# Municipio de Drywood (Kansas)
El municipio de Drywood (en inglés: Drywood Township) es un municipio ubicado en el condado de Bourbon en el estado estadounidense de Kansas. En el año 2010 tenía una población de 409 habitantes y una densidad poblacional de 3,39 personas por km².

## Geografía
El municipio de Drywood se encuentra ubicado en las coordenadas 37°43′21″N 94°41′47″O / 37.72250, -94.69639. Según la Oficina del Censo de los Estados Unidos, el municipio tiene una superficie total de 120.75 km², de la cual 120,33 km² corresponden a tierra firme y (0,35 %) 0,42 km² es agua.

## Demografía
Según el censo de 2010, había 409 personas residiendo en el municipio de Drywood. La densidad de población era de 3,39 hab./km². De los 409 habitantes, el municipio de Drywood estaba compuesto por el 95,84 % blancos, el 0,73 % eran afroamericanos, el 1,47 % eran amerindios, el 0,73 % eran asiáticos y el 1,22 % eran de una mezcla de razas. Del total de la población el 0,98 % eran hispanos o latinos de cualquier raza.